# Gmina Merošina
Gmina Merošina (serb. Opština Merošina / Општина Мерошина) – gmina w Serbii, w okręgu niszawskim. W 2018 roku liczyła 12 963 mieszkańców.